# Eunereis patagonica
Eunereis patagonica är en ringmaskart som först beskrevs av McIntosh 1885.  Eunereis patagonica ingår i släktet Eunereis och familjen Nereididae. Inga underarter finns listade i Catalogue of Life.